# Prussia Orientale
La Prussia Orientale (in tedesco Ostpreußen; in basso prussiano: Ostpreißen; in lituano Rytų Prūsija; in polacco Prusy Wschodnie; in russo Восточная Пруссия?, Vostočnaja Prussija; in yiddish מזרח־פּרײַסן‎?, Mizrekh-Prajsn) è stata una provincia storica della Prussia e dell'Impero tedesco che si affacciava sul Mar Baltico. Oggi è suddivisa tra Russia, Polonia e Lituania.

## Storia
Fino al XVI secolo sulla maggioranza dei territori di quella che sarebbe divenuta la Prussia Orientale si trovava lo stato dei Cavalieri dell'Ordine Teutonico. Dopo la sconfitta nella guerra dei tredici anni contro la Polonia nel 1466, i territori occidentali di questo stato (la futura Prussia Occidentale) divennero una provincia polacca con il nome di Prussia Reale. Rimasero sotto il dominio dei cavalieri teutonici i territori della Prussia Ducale (la futura Prussia Orientale), sotto forma di feudo polacco. Nel 1618 la Prussia Ducale passò al Brandeburgo, che nel 1657 dichiarò l'autonomia dello stato dalla Polonia. La Prussia Orientale nacque nel 1772 dall'unione della Prussia Ducale con le regioni polacche della Varmia e della Masuria. Nel 1813, con il trattato di Kalisz, la Russia zarista riconosceva alla Prussia il diritto di espansione nella Prussia Orientale.

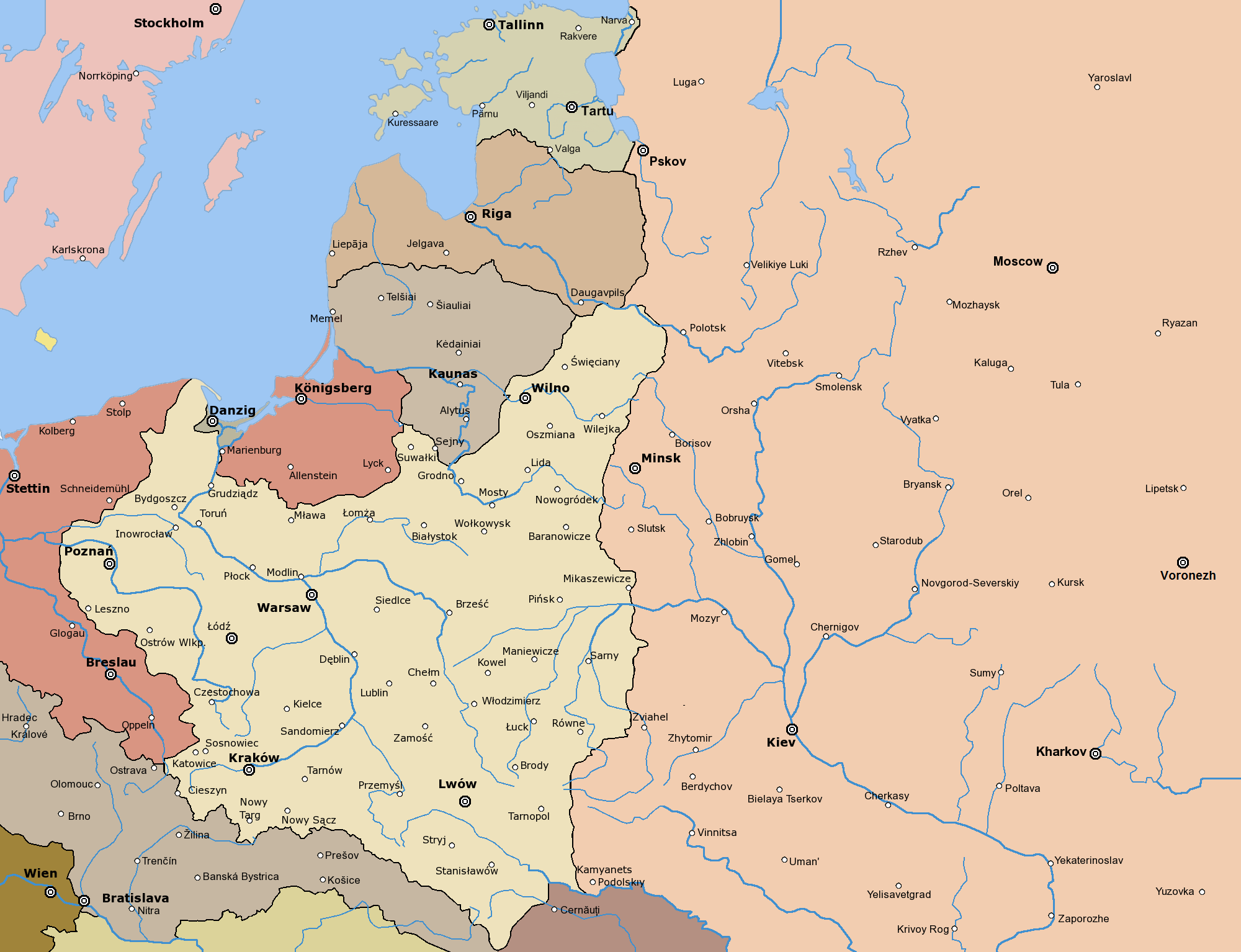
La Prussia Orientale prima della seconda guerra mondiale

Nel 1871 la Prussia Orientale divenne parte dell'Impero tedesco, costituendo poi una delle province della Repubblica di Weimar, nata nel 1918. Dopo la prima guerra mondiale venne separata dal resto del Paese dal cosiddetto corridoio di Danzica (o "corridoio polacco"). Nel 1920, nella parte meridionale della Prussia Orientale, venne indetto un plebiscito per decidere se passare alla Polonia o rimanere alla Germania. Oltre il 96% della popolazione scelse la seconda opzione. Dal gennaio 1945 venne progressivamente occupata dalle truppe sovietiche, che nella loro avanzata espulsero e, in molti casi deportarono, la totalità della popolazione tedesca che, costretta a fuggire in massa verso ovest, lasciò così la propria terra. I sovietici trattennero il personale specializzato fino al 1948, quando tutti i tedeschi rimasti furono reinsediati nel territorio della Repubblica Democratica Tedesca.
La città principale era Königsberg (dal 1946 chiamata Kaliningrad) per l'importanza del suo porto. Circa un terzo dei territori dell'antica Prussia Orientale fa parte oggi della regione russa di Kaliningrad, un'exclave separata dalla Russia dalle tre Repubbliche baltiche (Estonia, Lituania, Lettonia) e dalla Bielorussia e che è il principale centro mondiale di estrazione dell'ambra e sede della flotta russa del Mar Baltico. Rimane ben poco della vecchia città di Königsberg, quasi totalmente distrutta dalla guerra: solo da poco le autorità russe stanno considerando l'idea di ricostruire il Castello di Königsberg ed il centro storico della città, ma per ora questi progetti non sono arrivati ad azioni concrete.